# Satyricon (film)
Satyricon is een Italiaanse film van Federico Fellini uit 1969. De film is losjes gebaseerd op het werk Satyricon van de Romeinse dichter Petronius.

## Rolverdeling
| Acteur           | Personage                    |
| ---------------- | ---------------------------- |
| Martin Potter    | Encolpio                     |
| Hiram Keller     | Ascilto                      |
| Max Born         | Gitone                       |
| Salvo Randone    | Eumolpo                      |
| Mario Romagnoli  | Trimalcione                  |
| Magali Noël      | Fortunata                    |
| Capucine         | Trifena                      |
| Alain Cuny       | Lica                         |
| Fanfulla         | Vernacchio                   |
| Donyale Luna     | Enotea                       |
| Danika La Loggia | Scintilla                    |
| Gordon Mitchell  | rover                        |
| Lucia Bosè       | vrouw met zelfmoordneigingen |
| Joseph Wheeler   | man met zelfmoordneigingen   |